# Tiger (Georgia)
Tiger is een plaats (town) in de Amerikaanse staat Georgia, en valt bestuurlijk gezien onder Rabun County.

## Demografie
Bij de volkstelling in 2000 werd het aantal inwoners vastgesteld op 316.
In 2006 is het aantal inwoners door het United States Census Bureau geschat op 318, een stijging van 2 (0,6%).

## Geografie
Volgens het United States Census Bureau beslaat de plaats een oppervlakte van
2,1 km², geheel bestaande uit land. Tiger ligt op ongeveer 533 m boven zeeniveau.

## Plaatsen in de nabije omgeving
De onderstaande figuur toont nabijgelegen plaatsen in een straal van 28 km rond Tiger.